# پسر خوب (فیلم)
پسر خوب (انگلیسی: The Good Son) یک فیلم در ژانر مهیج، سودجو، و ترسناک به کارگردانی جوزف روبن است که در سال ۱۹۹۳ منتشر شد

## داستان
مارک ایوانز پسری است که مادرش، جنیس، اخیراً درگذشت. پدر مارک، جک، در شرف عزیمت برای یک سفر کاری است، بنابراین او را به ماین می‌برد تا تعطیلات زمستانی خود را با عمه اش، سوزان و عمویش والاس بگذراند. مارک با پسر عموهایش، کانی و هنری ملاقات می‌کند. با این حال، هنری هنگامی که با مارک در مورد مرگ جنیس و برادر کوچکترش، ریچارد صحبت می‌کند، شیفتگی خود را نسبت به مرگ نشان می‌دهد، که باعث می‌شود مارک احساس راحتی نکند.
هنری همچنین شروع به نشان دادن رفتارهای روانی می‌کند

## بازیگران
- مکالی کالکین
- الیجا وود
- وندی کروسون
- دیوید مورس
- دانیال هوگو کلی
- جکلین بروکس
- اشلی کرو
- روری کالکین